# 汉斯-于尔根·瓦尔布雷希特
汉斯-于尔根·瓦尔布雷希特（德語：Hans-Jürgen Wallbrecht，1943年8月8日—1970年12月7日），德国男子赛艇运动员。他曾代表德国联队参加1964年夏季奥林匹克运动会赛艇比赛，获得男子八人单桨有舵手银牌。